# Ługi (Śrem)
Pour les articles homonymes, voir Ługi.
Ługi (prononciation : [ˈwuɡi]) est un village polonais de la gmina de Książ Wielkopolski dans le powiat de Śrem de la voïvodie de Grande-Pologne dans le centre-ouest de la Pologne.
Il se situe à environ 10 kilomètres au sud de Książ Wielkopolski (siège de la gmina), à 16 kilomètres au sud-est de Śrem (siège du powiat) et à 50 kilomètres au sud de Poznań (capitale régionale).

## Histoire
De 1975 à 1998, le village faisait partie du territoire de la voïvodie de Poznań.

Depuis 1999, Ługi est situé dans la voïvodie de Grande-Pologne.
Le village possède une population de 240 habitants en 2006.